# Gastrotheca splendens
Espèce
Synonymes
- Hyla splendens Schmidt, 1857

Statut de conservation UICN

 EN A3c : En danger
Gastrotheca splendens est une espèce d'amphibiens de la famille des Hemiphractidae.

## Répartition
Cette espèce est endémique du département de Santa Cruz en Bolivie. Elle se rencontre dans le parc national Amboró vers 2 286 m d'altitude sur le versant Est de la cordillère Orientale.

## Publication originale
- Schmidt, 1857 : Diagnosen neuer frösche des zoologischen cabinets zu krakau. Sitzungberichte der Mathematisch-Naturwissenschaftlichen Classe der Kaiserlichen Akademie der Wissenschaften, vol. 24, p. 10–15 (texte intégral).